# フリッツ・ウィーヴァー
フリッツ・ウィーヴァー（Fritz William Weaver、1926年1月19日 - 2016年11月26日）は、アメリカ合衆国の俳優。
ピッツバーグ生まれ。母親はイタリア系。
1956年にデビュー。1970年、舞台「Child's Play」で第24回トニー賞 演劇主演男優賞を受賞した。
2016年11月26日、90歳で死去。

## 主な出演作品

### 映画
- 未知への飛行 Fail-Safe (1964)
- 春の雨の中を A Walk in the Spring Rain (1970)
- 殺し屋株式会社 Company of Killers (1971) テレビ映画
- 女弁護士ジェシー/逆転の最終弁論 Heat of Anger (1972) テレビ映画
- イルカの日 The Day of the Dolphin (1973)
- 女死刑囚の秘密 The Legend of Lizzie Borden (1975) テレビ映画
- マラソンマン Marathon Man (1976)
- ブラック・サンデー Black Sunday (1977)
- デモン・シード Demon Seed (1977)
- 私立探偵モーゼス The Big Fix (1978)
- ナイトキル Nightkill (1980)
- N.Y.ビッグ・ママ・ブルース See China and Die (1981) テレビ映画
- コブラパニック・呪われた牙 Jaws of Satan (1981)
- クリープショー Creepshow (1982)
- 華麗なる旅路・新聞王ハーストの恋 The Hearst and Davies Affair (1985) テレビ映画
- キングの報酬 Power (1986)
- ジェームズ・ウッズの ドランカー My Name Is Bill W. (1989) テレビ映画
- 虚偽/シチズン・コーン Citizen Cohn (1992) テレビ映画
- もう子守歌はいらない Blind Spot (1993) テレビ映画
- 告発文書 Broken Trust (1995) テレビ映画
- トーマス・クラウン・アフェアー The Thomas Crown Affair (1999)
- きっと ここが帰る場所 This Must Be the Place (2011) 声のみ
- 靴職人と魔法のミシン The Cobbler (2014)

### テレビドラマ
- ミステリー・ゾーン The Twilight Zone (1960 - 1961)
- ローハイド Rawhide (1964)
- FBIアメリカ連邦警察 The F.B.I. (1966 - 1971)
- スパイ大作戦 Mission: Impossible (1966 - 1971)
- 名探偵ジョーンズ Barnaby Jones (1973 - 1974)
- ホロコースト/戦争と家族 Holocaust (1978) ミニシリーズ
- 火星年代記 The Martian Chronicles (1980) ミニシリーズ
- フロム・ザ・ダークサイド Tales from the Darkside (1984 - 1986)
- 歪んだ愛/レイプの報酬 A Death in California (1985) ミニシリーズ
- ジェシカおばさんの事件簿 Murder, She Wrote (1985 - 1987)
- 愛と哀しみのマンハッタン I'll Take Manhattan (1987) ミニシリーズ
- ロー&オーダー Law & Order (1991, 1993, 2005)
- スタートレック:ディープ・スペース・ナイン Star Trek: Deep Space Nine (1994)
- X-ファイル The X-Files (1996)